# Totò d'Arabia
Totò d'Arabia è un film del 1965, diretto da José Antonio de la Loma con Totò che si ispira parodisticamente a Lawrence d'Arabia e ai film di James Bond. È l'ultimo film in cui il nome di Totò compare nel titolo. 

## Trama
(Totò a fine film)
Totò, ex-militare italiano al servizio, come domestico, presso l'Intelligence Service britannico viene promosso ad agente segreto con il nome di Agente 00Ø8 (pron. zero, zero, zero barrato, otto) al fine di convincere il regnante di Shamara, lo sceicco Ali El Buzur a cedere il petrolio al Regno Unito.
Dopo un breve soggiorno a Barcellona per ricevere ulteriori istruzioni Totò si trasferisce nel Kuwait dove riesce ad evitare attentati ai suoi danni ad opera dei servizi segreti egiziani, turchi e russi.
Per superare anche la CIA Totò si servirà delle trenta mogli dello sceicco, che alla fine lo adotterà come El Buzur II e guiderà la raffinazione del petrolio di Shamara da Napoli, fondando a San Giovanni a Teduccio la compagnia petrolifera Totòil.

## Curiosità
Una scena del film ("ho fatto il militare in Libia" è la battuta) compare nel film di Marco Risi Il muro di gomma ad inizio film.